# Henri-Eugène-Jean Tarrade
Henri-Eugène-Jean Tarrade, francoski general, * 14. december 1885, † 4. maj 1956.